# Resolutie 20 Veiligheidsraad Verenigde Naties
Resolutie 20 van de Veiligheidsraad van de Verenigde Naties werd
unaniem goedgekeurd op 10 maart 1947.

## Inhoud
De Veiligheidsraad had het rapport van de Atoomenergiecommissie van de Verenigde Naties van 31 december 1946 ontvangen en in overweging genomen. De Veiligheidsraad erkende dat de instemming van de leden met delen van het rapport voorbarig was, daar deze goedkeuring samenhing met de goedkeuring van het volledige en definitieve controleplan. De Raad stuurde de vastlegging van het afwegen van het rapport door naar de Commissie.
De Veiligheidsraad drong er bij de Atoomenergiecommissie op aan, zoals voorzien in resolutie 1 en resolutie 41 van de Algemene Vergadering van de Verenigde Naties, om haar onderzoek naar het probleem van internationale controle op kernenergie voort te zetten, zo snel mogelijk voorstellen te formuleren, een of meer verdragen of conventies voor te bereiden met die voorstellen, en een tweede rapport in te dienen bij de Raad vóór de eerstvolgende Algemene Vergadering.

## Verwante resoluties
- Resolutie 52 Veiligheidsraad Verenigde Naties over de eerste drie rapporten van de Atoomenergiecommissie.

Lijst ·  16 ·  17 ·  18 ·  19 ·  20 ·  21 ·  22 ·  23 ·  24 ·  25 ·  26 ·  27 ·  28 ·  29 ·  30 ·  31 ·  32 ·  33 ·  34 ·  35 ·  36 ·  37